# Aeroportul Selaparang
Aeroportul Selaparang (IATA: AMI, ICAO: WADA) este un aeroport din Mataram, West Nusa Tenggara⁠(d), Indonezia ce deservește zona Mataram.
Situat la o altitudine de 17 m, aeroportul dispune de o singură pistă. Este operat de Angkasa Pura⁠(d).